# Cussanio
Cussanio è una frazione di 122 abitanti del comune italiano di Fossano della provincia di Cuneo, in Piemonte.

## Il santuario
La storia di Cussanio è strettamente legata al santuario omonimo, detto della Madonna della Divina Provvidenza, costruito in seguito alle apparizioni mariane occorse, secondo la tradizione, l'8 e l'11 maggio 1521 a Bartolomeo Coppa, sordomuto, che avrebbe riacquistato la vista e la parola e ricevuto anche messaggi dalla Vergine.